# N.Y.M
N.Y.M é um grupo musical angolano de rap e trap, formado em Luanda em 2020. O coletivo é reconhecido por mesclar elementos do trap com referências urbanas da cena angolana contemporânea.

## História
O grupo foi criado em 2020 na cidade de Luanda pelos rappers Délcio DC, Txoboy Les Guiry, Uzi 77 e G-Skill.  
A primeira aparição televisiva ocorreu em 4 de abril de 2025, no programa Na Placa, transmitido pelo canal angolano ZAP Viva.

## Discografia
- Viciado (2023)
- Paranóico (2024)
- Preço da Fama (2024)
- Empatia (2025)
- Fora da Caixa (2025)

## Plataformas digitais
O grupo distribui suas músicas em serviços de streaming, incluindo Boomplay, Spotify e YouTube Music.